# Zhong Weiping
Pour les articles homonymes, voir Weiping.
Zhong Weiping (chinois simplifié : 仲维萍 ; chinois traditionnel : 仲維萍 ; pinyin : Zhòng Wéipíng) est une escrimeuse chinoise pratiquant l'épée, née le 23 octobre 1981 à Shanghai.
Zhong remporte la médaille d'or par équipe aux Championnats du monde d'escrime 2006 en battant en finale l'équipe de France. L'équipe, en plus d'elle, est composée de Li Na, Luo Xiaojuan et Zhang Li.
En 2008, aux Jeux olympiques d'été de 2008 à Pékin, elle finit 10e à l'épée individuelle.

## Palmarès
- Championnats du monde
  -  Médaille d'or par équipes aux championnats du monde 2006 à Turin[1]
  -  Médaille d'argent par équipes aux championnats du monde 2008 à Pékin

- Jeux asiatiques
  -  Médaille d'or par équipes aux Jeux asiatiques de 2006 à Doha
  -  Médaille d'argent en individuel aux Jeux asiatiques de 2006 à Doha[2]
  -  Médaille d'argent par équipes aux Jeux asiatiques de 2002 à Pusan[3]